# 維吉尼亞州第六十三步兵團
維吉尼亞州第六十三步兵團（英語：63rd Virginia Infantry Regiment）成立於1862年5月24日，大多數的成員來自維吉尼亞州的華盛頓縣，但主要戰事不在此州，而是在西部戰場。

## 組織
第六十三步兵團擁有10個連（A至K）；其將軍為約翰·麥克馬洪（John J McMahon）。
1864年至1865年間，第六十三步兵團與維吉尼亞州第五十三步兵團合併為一，名仍為第五十三步兵團。

## 戰場生涯
維吉尼亞州第六十三步兵團在1863年只是待在肯塔基州和維吉尼亞州的西南部，直到李將軍指派朗斯特里特到喬治亞州西北部的奇克莫加（Chickamauga）支援當地的南軍。維吉尼亞州第六十三步兵團就此成為田納西軍團中的一部分，而且再沒有回到維吉尼亞州，直至戰爭結束。
在奇卡莫加之役中，第六十三步兵團失去了超過三分之一的兵力。
其餘戰役：
- 米申納里嶺之役
- 奇卡莫加战役
- 亞特蘭大戰役
- 第二次富蘭克林
- 默弗裡斯伯勒之役
- 本頓維爾之役（英语：Battle of Bentonville）